# Jan Szypowski

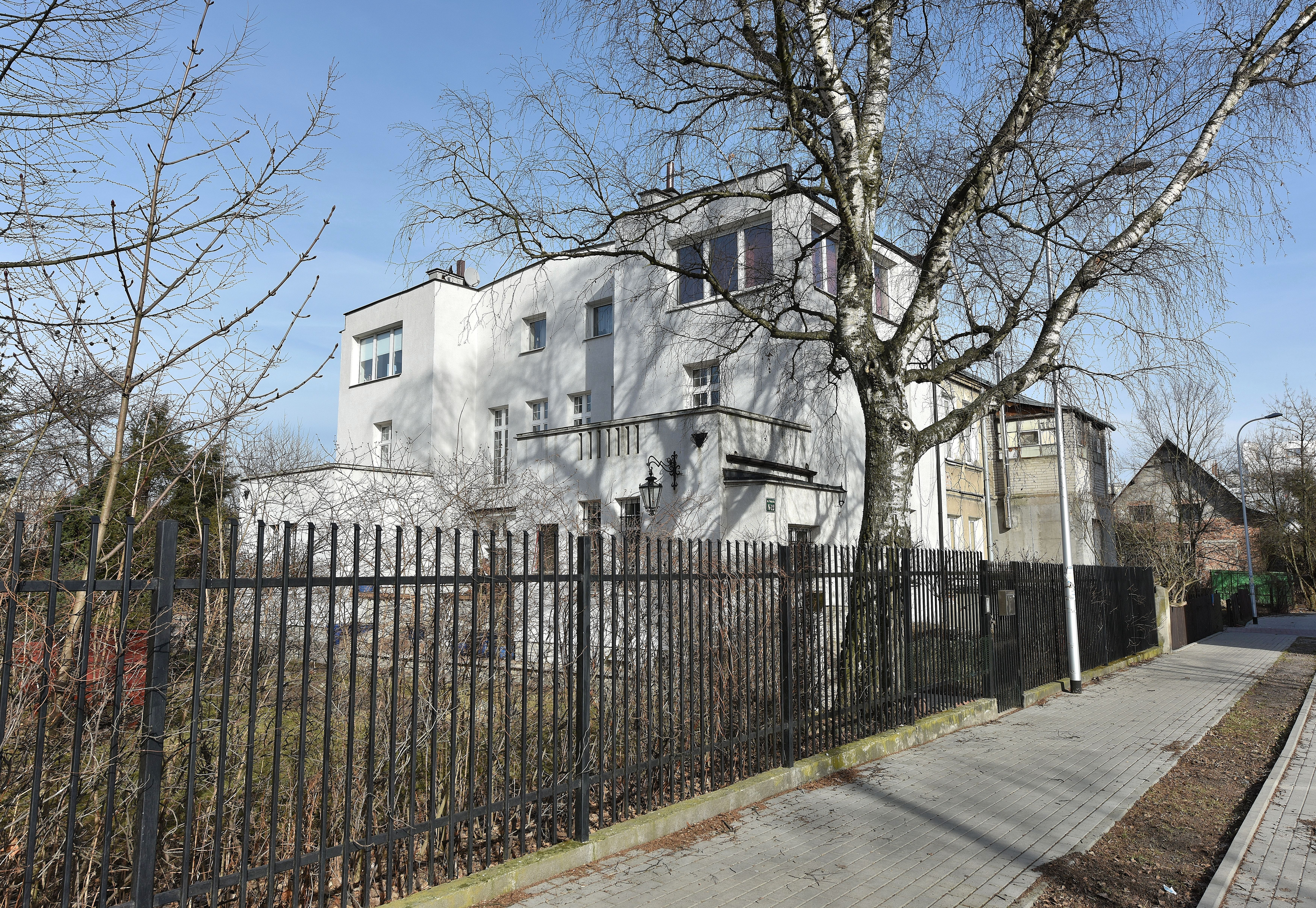
Willa przy ul. Podolskiej 12 w Warszawie, w której mieszkał Jan Szypowski (widok od strony ul. Łysogórskiej)

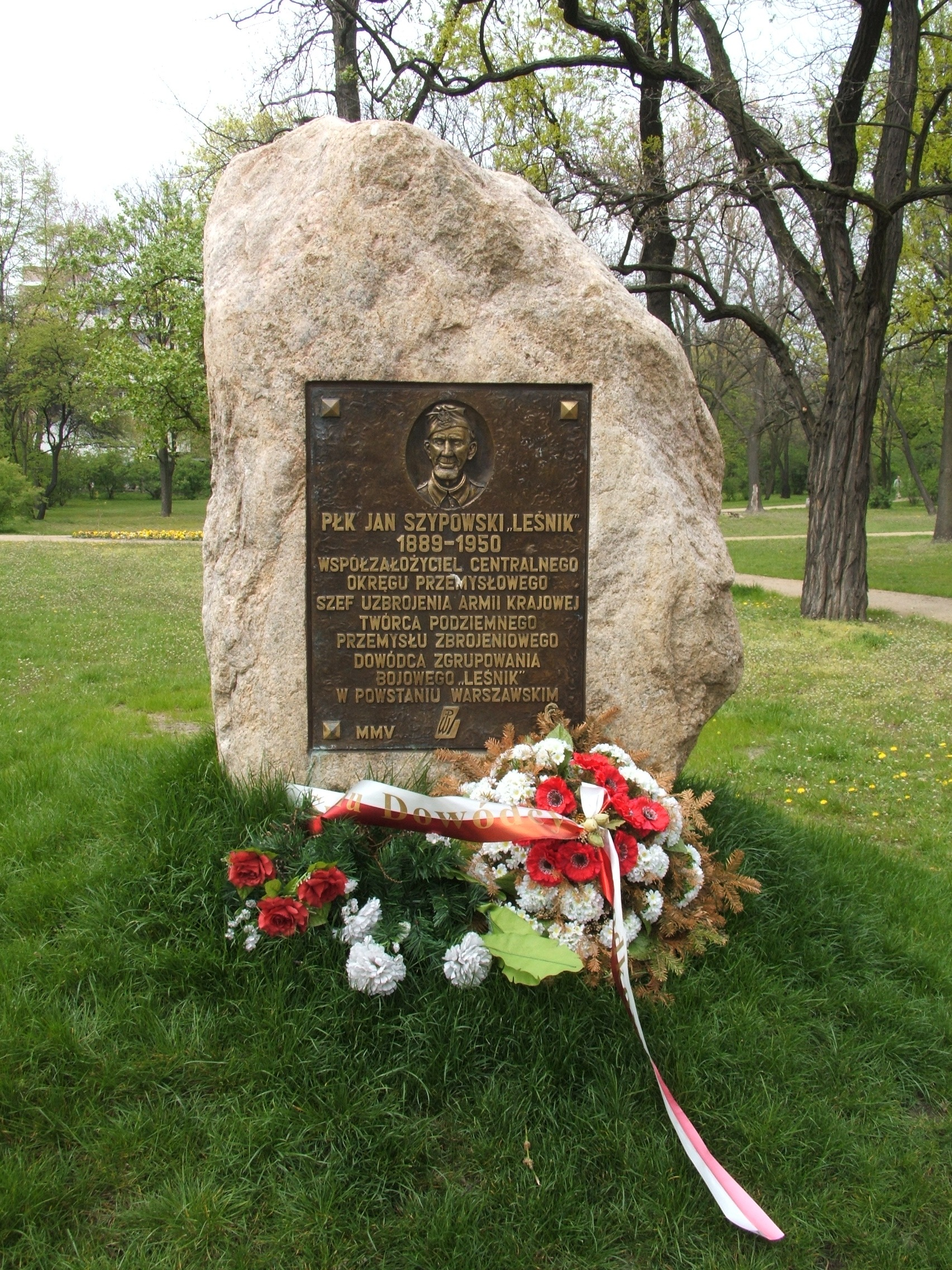
Głaz upamiętniający Jana Szypowskiego w parku jego imienia w Warszawie

Jan Szypowski, ps. „Leśnik”, „Jan Kochanowski” (ur. 5 stycznia 1889 w Słupcy, zm. 28 marca 1950 w Warszawie) – pułkownik uzbrojenia Wojska Polskiego, współzałożyciel Centralnego Okręgu Przemysłowego, szef uzbrojenia AK, twórca podziemnego przemysłu zbrojeniowego, dowódca Zgrupowania Bojowego Leśnik w powstaniu warszawskim, kawaler Krzyża Srebrnego Orderu Wojennego Virtuti Militari.

## Życiorys
Jan Szypowski urodził się 5 stycznia 1889 r. w Słupcy w rodzinie urzędnika celnego Antoniego i Marii z domu Dembicka. Miał siostrę oraz trzech braci. W 1907 r. zdał maturę i został absolwentem gimnazjum w Wilnie. Tego samego roku rozpoczął studia na Wydziale Fizyko-Matematycznym na uniwersytecie w Petersburgu. Studia zakończył z tytułem magistra chemii oraz z dyplomem w specjalizacji chemii organicznej.
W czasie I wojny światowej walczył w szeregach Armii Imperium Rosyjskiego. W randze porucznika dowodził baterią forteczną w Twierdzy Osowiec. 6 sierpnia 1915 roku pod Osowcem został porażony w następstwie niemieckiego ataku gazowego.
18 lutego 1930 roku został awansowany na podpułkownika ze starszeństwem z dniem 1 stycznia 1930 roku i 1. lokatą w korpusie oficerów uzbrojenia. Pełnił służbę na stanowisku szefa Wydziału Amunicji w Departamencie Uzbrojenia Ministerstwa Spraw Wojskowych. Z dniem 31 maja 1932 roku został przeniesiony w stan nieczynny na okres 12 miesięcy, bez prawa do poborów. Został zatrudniony w Państwowej Fabryce Amunicji w Skarżysku. Z dniem 31 maja 1933 roku Minister Spraw Wojskowych przedłużył mu okres pozostawania w stanie nieczynnym o kolejne dwanaście miesięcy, a z dniem 31 maja 1934 roku – o dalsze dwanaście miesięcy.
W latach 1939–1940, posługując się nazwiskiem Jan Kochanowski, pracował w firmie Bracia Geisler, Okolski i Patschke w Warszawie, której właścicielem był obywatel amerykański -  Adalbert Schepanek (Wojciech Szczepenik), co pozwalało na pewną swobodę działania. Szypowski kierował tam m.in. wykonywaniem drobnego sprzętu wojskowego na potrzeby ZWZ.
W piwnicach jego domu przy ul. Podolskiej 12 testowano działanie zapalników do granatów „filipinek”, a w ogrodzie przeprowadzano próby z butelkami zapalającymi.
W czasie powstania warszawskiego, 18 sierpnia 1944 roku, został ciężko ranny. Na mocy rozkazu dowódcy AK z tegoż dnia został awansowany do stopnia pułkownika i odznaczony Krzyżem Srebrnym Orderu Wojennego Virtuti Militari.
W czasie walk „Leśnik” unieszkodliwił co najmniej dwie niemieckie miny samobieżne goliat poprzez przecięcie kabla sterującego. Dzięki zdobyciu tej broni, udało mu się poznać zasady jej działania i wydać instrukcję, jak należy zwalczać goliaty. Jedna z min znajduje się obecnie w Muzeum Wojska Polskiego wraz z kopią instrukcji Szypowskiego.
Jego żoną była Maria Szypowska (1904–1999), z domu Guyot, którą poznał w Bourges, kiedy, jako delegat Wojska Polskiego, negocjował tam dostawy uzbrojenia. 
Pochowany na Cmentarzu Wojskowym na Powązkach w Warszawie (kwatera A27-3-20).

## Ordery i odznaczenia
- Krzyż Srebrny Orderu Wojennego Virtuti Militari nr 13830[8]
- Złoty Krzyż Zasługi (18 marca 1932)[9]
- Order św. Anny kl. 3 (Imperium Rosyjskie)
- Order św. Anny kl. 4 (Imperium Rosyjskie)
- Order św. Stanisława kl. 3 (Imperium Rosyjskie)
- Krzyż Kawalerski Orderu Legii Honorowej (Francja)

## Upamiętnienie
- W 2005 imieniem Jana Szypowskiego „Leśnika” nazwano park na Pradze-Południe, znajdujący się w pobliżu jego domu przy ul. Podolskiej 12. Park nosił wcześniej nazwę parku im. 13 września 1944 roku[10]. W parku znajduje się kamień z tablicą pamiątkową[11].
- Od 2016 roku w Słupcy odbywa się „Bieg Leśnika” mający upamiętniać Jana Szypowskiego w miejscowości urodzenia.